# Новотомиський повіт
Новотомиський повіт (пол. powiat nowotomyski) — один з 31 земських повітів Великопольського воєводства Польщі.
Утворений 1 січня 1999 року в результаті адміністративної реформи.

## Загальні дані
Повіт знаходиться у західній частині воєводства.
Адміністративний центр — місто Новий Томишль.
Станом на 1.01.2008 населення становить 72 119 осіб, площа 1013,62 км².

## Демографія
Демографічні дані повіту станом на 30.06.2005:
|       | Всього | Всього | Жінки  | Жінки | Чоловіки | Чоловіки |
| ----- | ------ | ------ | ------ | ----- | -------- | -------- |
|       | осіб   | %      | осіб   | %     | осіб     | %        |
| Повіт | 71 737 | 100    | 36 806 | 51,3  | 34 931   | 48,7     |
| Міста | 34 650 | 100    | 18 098 | 52,2  | 16 552   | 47,8     |
| Села  | 37 087 | 100    | 18 708 | 50,4  | 18 379   | 49,6     |